# Fronte Patriottico del Botswana
Il Fronte Patriottico del Botswana (in inglese Botswana Patriotic Front - BPF) è un partito politico botswano fondato nel 2019 dall'ex presidente del Botswana Seretse Ian Khama in seguito ad una scissione dal Partito Democratico del Botswana.

## Segretari
- Biggie Butale (dal 2019)

## Risultati elettorali
| Elezione      | Voti   | %    | Seggi  |
| ------------- | ------ | ---- | ------ |
| Generali 2019 | 32.797 | 4,27 | 3 / 57 |